# Dervishiya cadambae
Dervishiya cadambae is een vlinder uit de familie van de Houtboorders (Cossidae). De wetenschappelijke naam van de soort is voor het eerst gepubliceerd in 1865 door Frederic Moore.

## Verspreiding
De soort komt voor in Afghanistan, Pakistan en India.

## Waarplanten
De rups leeft op Diospyros melanoxylon (Ebenaceae), Tectona grandis (Lamiaceae) en Nauclea cadamba (Rubiaceae).